# Робін Модслі
Робін Модслі (англ. Robyn Mawdsley; нар. 3 травня 1971) — колишня австралійська тенісистка.
Найвищу одиночну позицію світового рейтингу — 366 місце досягла 24 червня 1996, парну — 182 місце — 9 травня 1994 року.
Здобула 6 парних титулів туру ITF.

## Фінали ITF
| турніри $50,000 |
| турніри $25,000 |
| турніри $10,000 |

### Одиночний розряд (0–1)
| Результат | Ранг | Дата          | Турнір               | Покриття | Суперниця         | Рахунок  |
| --------- | ---- | ------------- | -------------------- | -------- | ----------------- | -------- |
| Поразка   | 1.   | 5 червня 1995 | ITF Дублін, Ірландія | Ґрунт    | Каталін Мішкольці | 2–6, 2–6 |

### Парний розряд (6–12)
| Результат | Ранг | Дата              | Турнір                               | Покриття | Партнерка       | Суперниці                           | Рахунок          |
| --------- | ---- | ----------------- | ------------------------------------ | -------- | --------------- | ----------------------------------- | ---------------- |
| Поразка   | 1.   | 23 квітня 1990    | ITF Саттон, Велика Британія          | Ґрунт    | Лайза Келлер    | Радка Бобкова Гелена Вілдова        | 6–7(8), 3–6      |
| Поразка   | 2.   | 6 травня 1991     | ITF Лі-он-зе-Солент, Велика Британія | Ґрунт    | Кетрін Берклей  | Анке Мархль Крістіна Зінгер         | 6–4, 6–7, 1–6    |
| Поразка   | 3.   | 29 червня 1992    | ITF Роннебю, Швеція                  | Ґрунт    | Клер Томпсон    | Катаріна Бернстейн Анніка Нарбе     | 5–7, 0–6         |
| Поразка   | 4.   | 19 липня 1992     | ITF Фрінтон, Велика Британія         | Трава    | Елізма Нортьє   | Керолайн Біллінгем Деніелл Томас    | 2–6, 6–4, 6–7    |
| Поразка   | 5.   | 16 листопада 1992 | ITF Порт-Пірі, Австралія             | Тверде   | Джоанн Ліммер   | Деніелл Джонс Тесса Прайс           | 2–6, 7–5, 3–6    |
| Поразка   | 6.   | 14 березня 1993   | ITF Водонга, Австралія               | Трава    | Деніелл Томас   | Кейт Макдоналд Джейн Тейлор         | 6–2, 3–6, 3–6    |
| Поразка   | 7.   | 21 березня 1993   | ITF Канберра, Австралія              | Трава    | Майя Авотінс    | Кейт Макдоналд Джейн Тейлор         | w/o              |
| Перемога  | 1.   | 10 травня 1993    | ITF Бейзінґстоук, Велика Британія    | Тверде   | Валда Лейк      | Сабіне Гас Лізель Губер             | 3–6, 6–4, 6–1    |
| Поразка   | 8.   | 24 травня 1993    | ITF Барселона, Іспанія               | Ґрунт    | Шеннон Пітерс   | Агнесе Густмане Катажина Теодорович | 6–7(2), 2–6      |
| Поразка   | 9.   | 25 жовтня 1993    | ITF Джакарта, Індонезія              | Тверде   | Жулі Пуллен     | Їда Ей Нана Міяґі                   | 4–6, 5–7         |
| Перемога  | 2.   | 24 квітня 1995    | ITF Единбург, Велика Британія        | Ґрунт    | Лорна Вудрофф   | Карен Кросс Ліззі Джелфс            | 6–3, 6–1         |
| Перемога  | 3.   | 8 травня 1995     | ITF Лі-он-зе-Солент, UK              | Ґрунт    | Наталія Єгорова | Кає Генд Клер Тейлор                | 7–6(0), 6–2      |
| Перемога  | 4.   | 5 червня 1995     | ITF Дублін, Ірландія                 | Ґрунт    | Карен Нуджент   | Клер Каррен Івонн Дойл              | 6–1, 4–6, 6–3    |
| Перемога  | 5.   | 10 липня 1995     | ITF Філікстоу, Велика Британія       | Трава    | Шеннон Пітерс   | Гелен Крук Вікторія Девіс           | 6–1, 6–1         |
| Поразка   | 10.  | 17 липня 1995     | ITF Фрінтон, Велика Британія         | Трава    | Шеннон Пітерс   | Наталія Єгорова Юлія Лютрова        | 6–7(2), 6–1, 4–6 |
| Поразка   | 11.  | 30 жовтня 1995    | ITF Саґа, Японія                     | Трава    | Кіррілі Шарп    | Деніелл Джонс Тесса Прайс           | 4–6, 2–6         |
| Перемога  | 6.   | 4 травня 1996     | ITF Гатфілд, Велика Британія         | Ґрунт    | Джейн Вуд       | Ширлі-Енн Сіддалл Аманда Вейнрайт   | 4–6, 7–6(4), 7–5 |
| Поразка   | 12.  | 16 червня 1996    | ITF Ташкент, Узбекистан              | Ґрунт    | Катрін Кільш    | Олена Брюховець Олена Татаркова     | 4–6, 2–6         |